# Aristolochia samsunensis
Aristolochia samsunensis är en piprankeväxtart som beskrevs av Peter Hadland Davis. Aristolochia samsunensis ingår i släktet piprankor, och familjen piprankeväxter. Inga underarter finns listade i Catalogue of Life.